# Kowale (Jeżowe)
Kowale – przysiółek wsi Jeżowe, położony w Polsce, w województwie podkarpackim, w powiecie niżańskim, w gminie Jeżowe.
Przysiółek wchodzi w skład sołectwa Jeżowe Zagościniec.